# Soul'd Out
Soul'd Out (usualmente estilizada como SOUL'd OUT) era un trío de hip hop japonés, el cual consiste de Diggy-MO', Bro.Hi y Shinnosuke. Su nombre es un acrónimo de las palabras “soul” y “sold out”, y el grupo es a menudo referido por sus iniciales, S.O. El 30 de enero de 2014, el grupo anunció en Facebook que la banda se disolvería después de su último álbum de estudio, To From, el cual fue publicado el 9 de abril de 2014.

## Miembros
Diggy-MO' (ディギー・モー)
Diggy-MO', el maestro de ceremonias, fue entrenado recibió una formación clásica de piano antes de formar un grupo de hip-hop en la escuela secundaria. Asistió a una universidad de bellas artes, con especialización en gráficos, pero continuó haciendo música. En SOUL'd OUT, coescribió la letra con Bro.Hi, y compuso y arregló algunas de las pistas de la banda. A menudo canta además de rapear, particularmente en su material en solitario, que está menos orientado al hip-hop que el trabajo de SOUL'd OUT.
Lanzó su primer sencillo en solitario, «Bakusou Yume Uta» el 26 de noviembre de 2008. La canción se utilizó como el tercer tema de cierre en el anime Soul Eater. Su álbum debut en solitario, Diggyism, fue publicado el 25 de marzo de 2009. Su último sencillo como solista antes de reunirse con SOUL'd OUT fue «Stay Beautiful», publicado el 12 de mayo de 2010 y usado como el vigesimotercer tema de cierre de la serie de anime Bleach. Posteriormente, lanzó el álbum Diggyism II el 7 de julio de 2010.
Bro.Hi (ブラザー・ハイ)
Bro.Hi era el beatboxer y el rapero del grupo, también coescribió la letra. Anteriormente había tocado la batería en una banda mientras estaba en la escuela secundaria, pero se interesó en el beatboxing humano después de escuchar a The Roots.
Bro.Hi formó un grupo de rock, EdgePlayer, con su compañero DJ y rapero Kay. Su miniálbum debut se llamó In Humanity, seguido por su primer sencillo, «Nagarete», publicado el 2 de septiembre de 2009, y un segundo álbum llamado Twisted, publicado el 21 de julio de 2010.
Shinnosuke (シンノスケ)
Shinnosuke era el DJ del grupo, coescribió la música del grupo con Diggy-Mo y contribuyó al arreglo como productor. Publicó un álbum en solitario homónimo bajo el nombre de S'capade el 6 de junio de 2010.

## Discografía

### Álbumes de estudio
| Año  | Detalles                                                                            |
| ---- | ----------------------------------------------------------------------------------- |
| 2003 | SOUL'd OUT - Publicación: 27 de agosto de 2003 - Discográfica: SME Records          |
| 2005 | To All Tha Dreamers - Publicación: 2 de febrero de 2005 - Discográfica: SME Records |
| 2006 | ALIVE - Publicación: 8 de marzo de 2006 - Discográfica: SME Records                 |
| 2008 | ATTITUDE - Publicación: 23 de enero de 2008 - Discográfica: SME Records             |
| 2012 | so_mania - Publicación: 29 de agosto de 2012 - Discográfica: SME Records            |
| 2014 | To From - Publicación: 9 de abril de 2014 - Discográfica: SME Records               |

### Sencillos
| Año  | Detalles                                                                                             |
| ---- | --- |
| 2003 | «Wekapipo» - Publicación: 22 de enero de 2003 - Discográfica: SME Records                            |
| 2003 | «Flyte Tyme» - Publicación: 9 de abril de 2003 - Discográfica: SME Records                           |
| 2003 | «Dream Drive» / «Shut Out» - Publicación: 9 de julio de 2003 - Discográfica: SME Records             |
| 2003 | «Love, Peace & Soul» - Publicación: 19 de noviembre de 2003 - Discográfica: SME Records              |
| 2004 | «1,000,000 MONSTERS ATTACK» - Publicación: 21 de abril de 2004 - Discográfica: SME Records           |
| 2004 | «Magenta Magenta» - Publicación: 14 de julio de 2004 - Discográfica: SME Records                     |
| 2004 | «BLUES» - Publicación: 3 de noviembre de 2004 - Discográfica: SME Records                            |
| 2005 | «To All Tha Dreamers» - Publicación: 1 de enero de 2005 - Discográfica: SME Records                  |
| 2005 | «Iruka» - Publicación: 31 de agosto de 2005 - Discográfica: SME Records                              |
| 2005 | «ALIVE» - Publicación: 7 de diciembre de 2005 - Discográfica: SME Records                            |
| 2006 | «Tokyo Tsūshin ~Urbs Communication~» - Publicación: 8 de febrero de 2006 - Discográfica: SME Records |
| 2006 | «Catwalk» - Publicación: 26 de abril de 2006 - Discográfica: SME Records                             |
| 2006 | «Starlight Destiny» - Publicación: 27 de septiembre de 2006 - Discográfica: SME Records              |
| 2007 | «Grown Kidz / Voodoo Kingdom» - Publicación: 21 de febrero de 2007 - Discográfica: SME Records       |
| 2007 | «MEGALOPOLIS PATROL» - Publicación: 5 de septiembre de 2007 - Discográfica: SME Records              |
| 2007 | «TONGUE TE TONGUE» - Publicación: 3 de octubre de 2007 - Discográfica: SME Records                   |
| 2007 | «COZMIC TRAVEL» - Publicación: 28 de noviembre de 2007 - Discográfica: SME Records                   |
| 2011 | «and 7» - Publicación: 27 de abril de 2011 - Discográfica: SME Records                               |
| 2012 | «SUPERFEEL» - Publicación: 25 de abril de 2012 - Discográfica: SME Records                           |
| 2012 | «Singin' My Lu» - Publicación: 1 de agosto de 2012 - Discográfica: SME Records                       |